# Alfred Keller
Alfred Keller   (Graz, 17 de juny de 1875 - Krems an der Donau, 8 de març de 1945) va ser un arquitecte austríac. El seu treball va formar part de l'esdeveniment d'arquitectura al concurs d'art dels Jocs Olímpics d'estiu de 1932. A Catalunya és conegut per haver projectat l'antiga seu del Círculo Ecuestre, que es trobava al Passeig de Gràcia, on posteriorment es va edificar la seu barcelonina del Banco Central Hispano.